# Pizzo Cavregasco
Pizzo Cavregasco – szczyt w Alpach Lepontyńskich, części Alp Zachodnich. Leży w północnych Włoszech w regionie Lombardia, blisko granicy ze Szwajcarią. Należy do podgrupy Alpy Adula.